# Las Rabonas
Las Rabonas é uma comuna da província de Córdoba, na Argentina.